# Baškoti
Baškoti is een plaats in de gemeente Višnjan in de Kroatische provincie Istrië. De plaats telt 68 inwoners (2001).